# 七百餘所神社
七百餘所神社（しちひゃくよしょじんじゃ、ななひゃくよしょじんじゃ）は、千葉県八千代市村上にある神社である。旧社格は村社。

## 祭神
- 国常立尊

## 由緒
言い伝えによれば、弘安年間（1278年～1288年）の創建と伝えられる。

## 文化財
- 八千代市指定文化財
  - 村上の神楽
  - 七百余所神社古墳

## 所在地
- 千葉県八千代市村上433